# Imperium, nad którym nigdy nie zachodzi słońce
Imperium, nad którym nigdy nie zachodzi słońce (ang. the empire on which the sun never sets, hiszp. el imperio en el que nunca se pone el sol) – określenie używane w odniesieniu do imperium o terytorium tak rozległym, że w dowolnym momencie jest takie miejsce na jego powierzchni, gdzie trwa dzień. Początkowo dotyczyło ono głównie dwóch światowych mocarstw dominujących w skali globalnej: imperium hiszpańskiego i imperium brytyjskiego, jednakże ten termin fizycznie odnosi się również do francuskiego imperium kolonialnego obejmującego wówczas tereny na każdym kontynencie. Francja oraz Wielka Brytania są obecnie jedynymi "Imperiami, nad którymi nigdy nie zachodzi słońce".

## Historia

### Hiszpania

Imperium hiszpańskie

Słowa te zostały po raz pierwszy użyte w odniesieniu do XVI-wiecznej Hiszpanii przez Karola V Habsburga. Imperium, którym zarządzał, obejmowało obok Półwyspu Iberyjskiego, południowej części Półwyspu Apenińskiego, Austrii i Niderlandów liczne kolonie hiszpańskie w Ameryce.
Określenie to używane było również względem państwa należącego do syna Karola – Filipa II Hiszpańskiego. W 1556 odziedziczył on wszystkie posiadłości swojego ojca (z wyjątkiem Świętego Cesarstwa Rzymskiego), a w 1581, po bezpotomnej śmierci króla Portugalii, Henryka I, Filip został jej królem, co zapoczątkowało trwającą do 1640 unię personalną między oboma krajami (tzw. unię iberyjską). Wcześniej, w 1565, Hiszpanie rozpoczęli kolonizację Filipin, więc imperium Filipa Hiszpańskiego rozciągało się na wszystkie kontynenty poza Australią i Antarktydą (ówcześnie nieznane).

### Wielka Brytania

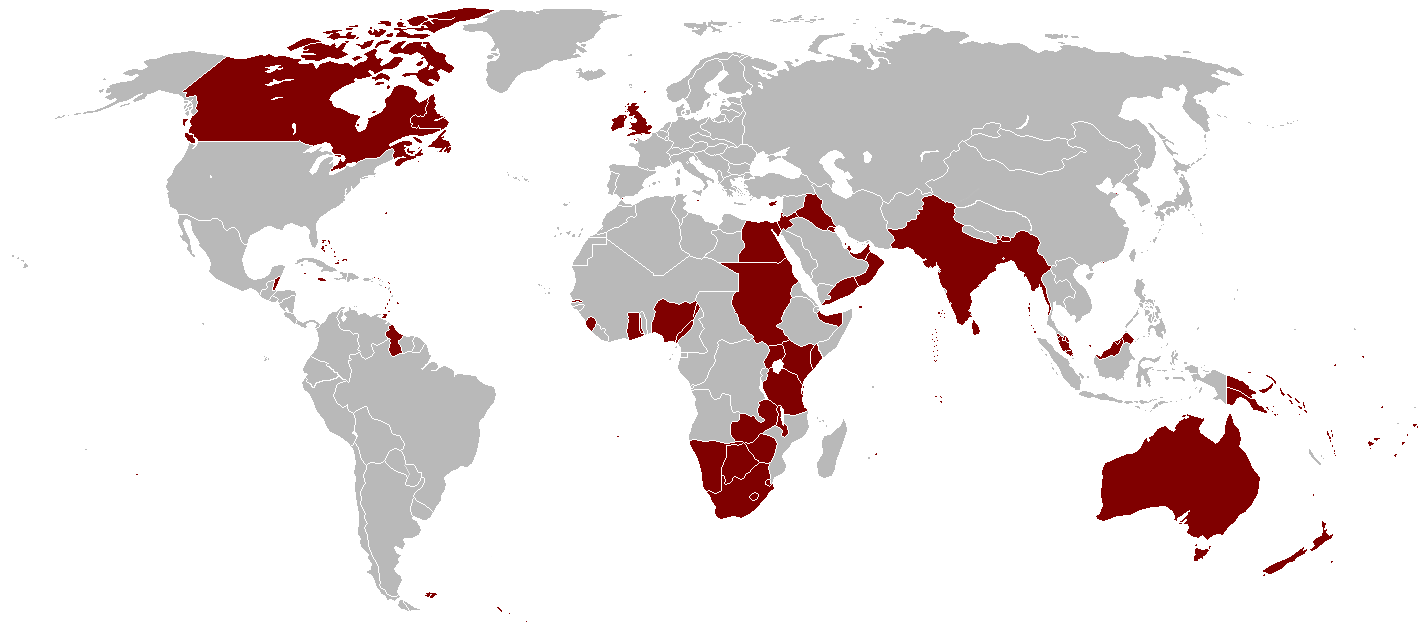
Imperium brytyjskie w 1921 roku

W XIX wieku określenie ponownie odżyło, tym razem jako określenie imperium brytyjskiego (zwłaszcza w czasie epoki wiktoriańskiej), które u szczytu swojej potęgi osiągnęło rozmiar ponad 33 mln km², co stanowi około 1/4 całkowitej powierzchni lądów, będąc największym imperium w historii świata.

### Francja

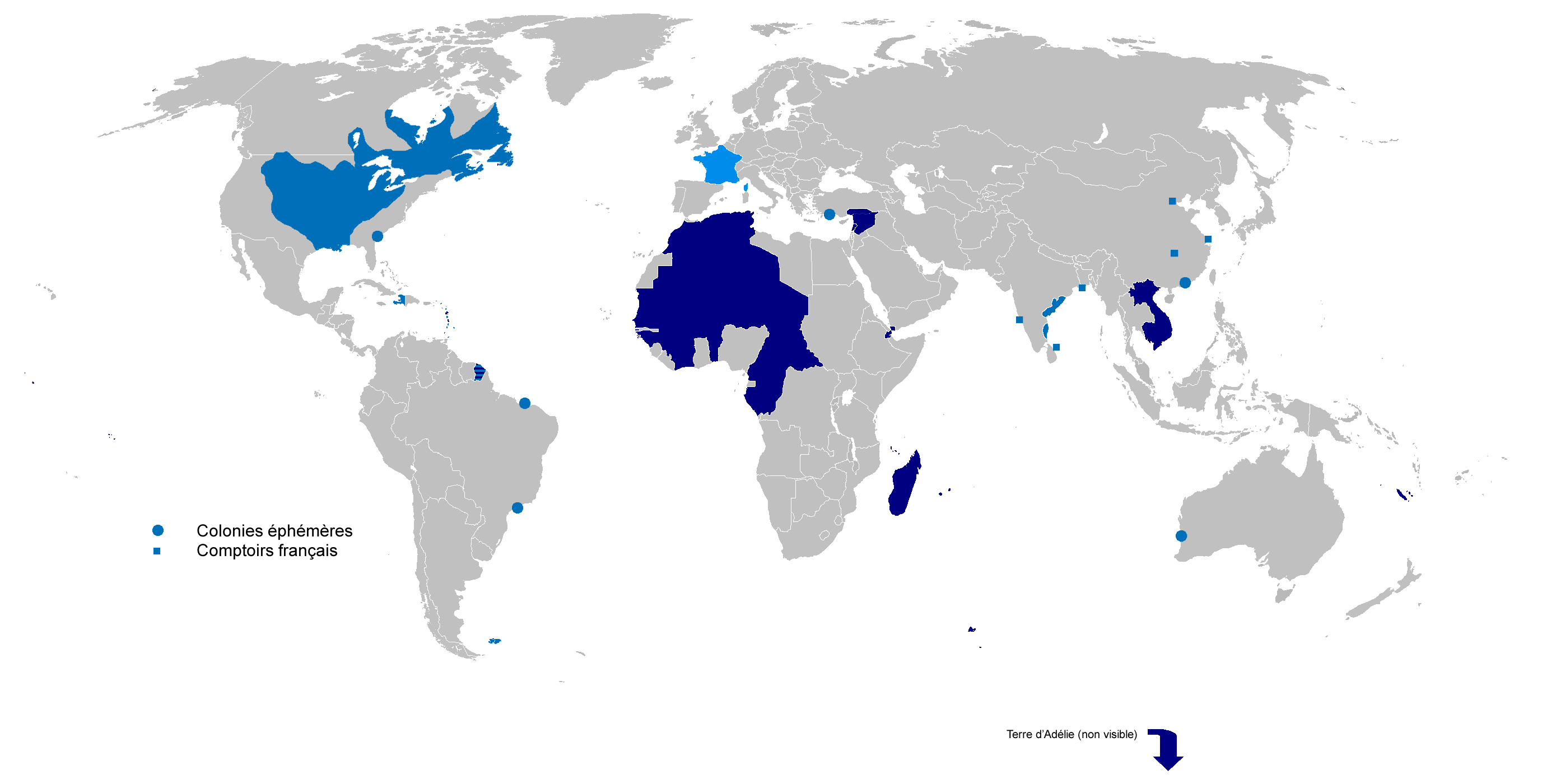
Imperium francuskie

Francuskie (drugie) imperium kolonialne w 1920 roku obejmowało 11,5 mln km².
Obecna Francja to państwo, którego część metropolitalna znajduje się w Europie Zachodniej oraz częściowo w Europie Południowej (Oksytania, Korsyka), posiadające także zamorskie terytoria na innych kontynentach: 
- w Ameryce Północnej: Saint-Pierre i Miquelon
- w Ameryce Środkowej - na Karaibach: Gwadelupa, Saint-Barthélemy, Saint-Barthélemy, Saint-Martin; Wyspa Clippertona
- w Ameryce Południowej - Gujana Francuska
- w Afryce - na Oceanie Indyjskim: Reunion, Majotta
- w Oceanii - na Oceanie Spokojnym: Polinezja Francuska, Nowa Kaledonia, Wallis i Futuna
- na Antarktydzie: Francuskie Terytoria Południowe i Antarktyczne.

### Stany Zjednoczone
Podobnych słów używano również w odniesieniu do strefy wpływów Stanów Zjednoczonych, m.in. w artykule z 1897, w którym napisano, że „słońce nigdy nie zachodzi nad Wujem Samem” (The sun never sets on Uncle Sam).